# Rayshawn Jenkins
Rayshawn Sharodd Jenkins (San petersburgo, Florida, 25 de enero de 1994) más conocido como Rayshawn Jenkins, es un jugador profesional estadounidense de fútbol americano que se desempeña en la posición de safety en Jacksonville Jaguars, equipo de la National Football League (NFL).

## Carrera
Fue seleccionado en la cuarta ronda en la Reunión Anual de Selección de Jugadores de la NFL de 2017. Hizo su debut profesional con el equipo Los Angeles Chargers, en el cual jugó cuatro temporadas (2017-2021), luego pasó a Jacksonville Jaguars, donde lleva jugando tres temporadas.